# Bękarty (kolonia)
Bękarty (lit. Benkartai) – kolonia na Litwie, w okręgu wileńskim, w rejonie wileńskim, w gminie Mariampol.

## Historia
Pod zaborami zaścianek; w II Rzeczypospolitej zaścianek i folwark. W XIX i w początkach XX w. położone były w Rosji, w guberni wileńskiej, w powiecie wileńskim, w gminie Soleczniki. Po I wojnie światowej pod administracją polską, w Zarządzie Cywilnym Ziem Wschodnich. W latach 1920–1922 w składzie Litwy Środkowej.
Od 11 kwietnia 1922 leżały w Polsce, w województwie wileńskim, w powiecie wileńsko-trockim, w gminie Soleczniki. W 1931 miejscowość liczyła:
- folwark – 6 mieszkańców, zamieszkałych w 1 budynku,
- zaścianek – 57 mieszkańców, zamieszkałych w 7 budynkach[2].

Po II wojnie światowej w granicach Związku Sowieckiego. Od 1991 na niepodległej Litwie.